# Pierre Bernard Francois Hériot

Buchtitel von Hériot

Pierre Bernard Francois Hériot (* 15. September 1768 in Bar-sur-Ornain; † 30. April 1833 in Koblenz) war ein französischer Buchdrucker, der 1794 im Gefolge der französischen Revolutionstruppen nach Koblenz kam und dort sesshaft wurde. 

## Tätigkeit als Drucker und Verleger
In Koblenz arbeitete Hériot als Buch- und Steindrucker und Verleger. Rasch wurde er ein wohlhabender Mann, vor allem weil er als Imprimeur de la Préfecture (Druckhaus der Präfektur) das alleinige Druckrecht für Dokumente und Publikationen der französischen Besatzungsarmee erhalten hatte. Zu Anfang arbeitete er mit Geschäftspartnern zusammen, deren Namen nur teilweise bekannt sind. Auch ist das Gründungsdatum seiner Präfektur-Buchdruckerei Hériot, Barbier & Cie bislang ungeklärt, genauso wie das Datum seiner späteren Alleininhaberschaft. Sicher ist, dass er 1808 in Koblenz eines der ersten Bücher herausbrachte, in denen Steindrucke Verwendung fanden, wobei noch unklar ist, ob er diese selbst hergestellt oder aus einer fremden Werkstatt bezogen hat. Im August 1825 verkaufte er seine Galgenpresse und auch die Drucksteine an die neugegründete Regierungsdruckerei. Danach widmete sich Hériot vor allem dem Verlagsgeschäft und seiner Druckerei. 
1832 verkaufte Hériot seine Verlagsrechte an Rudolph Friedrich Christian Hergt (1790–1862). Nach dem Tode Hériots, im Oktober 1863, gab seine Witwe, Maria, geb. Sabel, eine gebürtige Koblenzerin, mit der er seit 1798 verheiratet gewesen war, die Buchdruckerei zur Versteigerung. Der Käufer war wiederum Hergt.
Hériot gehört mit Hergt, Röhling, Hölscher, Krabben und Karl Baedeker zu den bedeutenden Verlegern der Stadt Koblenz im 19. Jahrhundert.

## Weiterführende Literatur (Auswahl)
- Wilhelm Heinsius: Allgemeines Bücher - Lexikon [ab 1700], Bände 1-19, Leipzig 1812–1894
- Wilhelm Heinsius: Allgemeines Bücher-Lexikon, Band 1: 1700–1810, Band 1–19 [bis 1894 erschienen]. Brockhaus, Leipzig 1812 ff. (Nachdruck: Akademische Druck- und Verlagsanstalt, Graz / Austria 1962–1963)
- Wilhelm Josef Becker: Ueberblick über die Geschichte der älteren Koblenzer Druckereien, Verlage, Buchhandlungen, der gesamten Presse und des literarischen Lebens (seit 1700). Teil 1: Zeitschrift für Heimatkunde von Coblenz und Umgebung 1 (1920), Teil 2: Zeitschrift für Heimatkunde des Regierungsbezirkes Coblenz und der angrenzenden Gebiete von Hessen - Nassau 2 (1921)
- Fritz Michel: Die Anfänge des Koblenzer Buch- und Zeitungsdruckes, in: Rheinische Heimatblätter 2 (1925)
- Herbert Göpfert: Buch- und Verlagswesen im 18. und 19. Jahrhundert: Beiträge zur Geschichte der Kommunikation in Mittel- und Osteuropa, Berlin 1977
- Gert Hagelweide: Literatur zur deutschsprachigen Presse. Eine Bibliographie. Von den Anfängen bis 1970 (Dortmunder Beiträge zur Zeitungsforschung 35), 20 Bände, K. G. Saur, München 1987 ff.
- Reinhard Wittmann: Geschichte des deutschen Buchhandels. 2. durchges. und erw. Auflage, München 1990
- Ralf Reinhold: Überblick über die historische Entwicklung des Buchgewerbes im Regierungsbezirk Koblenz, in: Meisterwerke. 2000 Jahre Handwerk am Mittelrhein. Band 9: Katalog zur Ausstellung der Handwerkskammer Koblenz und des Landesmuseums Koblenz. Koblenz 1992
- Gert Hagelweide: Koblenz am Rhein, in: Literatur zur deutschsprachigen  Presse. Eine Bibliographie. Von den Anfängen bis 1970 (Dortmunder Beiträge zur Zeitungsforschung 35). Eine Bibliographie. Band 6: Deutschsprachige Länder, Teil 1: Deutschland. Lokale Pressegeschichte, Druck-, Verlags- und Vertriebsorte. München et al. 1995, S. 255–261
- Historische Kommission des Deutschen Buchhandels (Hrsg.): Geschichte des deutschen Buchhandels im 19. und 20. Jahrhundert. Band 1: Das Kaiserreich 1871–1918, Frankfurt am Main 2003

## Druck- und Verlagserzeugnisse
(Neben der Firmenbezeichnung "Hériot" wurde auch die Schreibweise "Heriot" verwendet)
- Instructions sur les fonctions des administrations municipales, A Coblence de l'Imprimerie Heriot, Barbier & Compagnie  [1797/98], N..., 1014
- Andreas van Reccum [Agrarwissenschaftler]: Du Défrichement du Hundsruck dans les départements de Rhin et Moselle et de la Sarre, et particulièrement dans l'arrondissement communal du Simmern, Coblence, de L'Imprimerie du C... Heriot, place verte No 462, 39 S. [1801–1802]
- Französischer Präfekt (Hrsg.): Rhein- und Moselbothe (1806–1810), Koblenz (von November 1806 bis Dezember 1810). Druck und Verlag: Präfektur Buchdruckerei Heriot am Paradeplatz
- C. F. P. Masson: Annuaire statistique du Département de Rhin - et - Moselle: pour l'an 1808, Coblence, de l'imprimerie de P. B. Heriot, 1808–1808
- Hériot: Handbuch für die Bewohner vom Rhein-Mosel - Departement für das Jahr.... -  Rhin et Moselle, Coblenz: Prefektur-Buchdruckerei 1808–1812
- Recueil contenant le règlement organique du culte judaique, et les décrets...., A Coblentz, De l'imprimerie de B. Heriot, imprimeur de la préfecture 1809
- Règlement de l'octroi de la ville de Coblentz - Verordnung über das Octroi der Stadt Koblenz,  Coblentz: De l'imprimerie de la préfecture, place verte, No 454 à Coblentz 1810–1820
- J. Wegeler: Einige Worte über die Mineralquelle zu Tönnesstein, Koblenz 1811. In der Prefektur - Buchdruckerei
- Delamorre-Crolboi und Insp. Weisskirchen (Red.): Feuille d'Annonces / Ankündigungsblatt (1811), Koblenz (vom 21. Januar bis 29. März 1811). Druck: Heriot am Paradeplatz
- Joseph Görres (Red. und Hrsg.): Rheinischer Merkur (1814–1816), Koblenz (vom 23. Januar 1814 bis 10. Januar 1816). Druck: Wilhelm Ludwig Pauli; ab 2. August 1815 bei Heriot
- Joseph Görres: Rheinischer Merkur - 1. und 2. Jahrgang: 1814 und 1815/16 (= komplett, alles erschienen Nr. 1–358), Pauli und Comp.: Koblenz 1814–1815, Heriot: Koblenz 1815–1816 (ab Nr. 277). (Neu verlegt bei Herbert Lang, Bern 1971. Siehe ZABV!)
- Kalender für den Regierungs-Bezirk Koblenz, Koblenz <Regierungsbezirk>  18.... - 1815. Koblenz 1815, Heriot, Buchdrucker am Paradeplatz
- Christian von Stramberg und Wilhelm Smeets (Red.): Rheinischer Herold (1819), Koblenz (vom 2. Februar 1819 bis 31. Juli 1819). Druck und Verlag: B. Heriot am Paradeplatz
- Franz Gerhard Wegeler: Einige Worte über die Mineralquelle zu Tönnisstein. 2. Auflage. Koblenz: Heriot 1821
- M. J. Grebel: Herr Ludwig Haas von Kreuznach vor dem Geschworenengerichte zu Koblenz. Koblenz: Heriot 1822
- Handbuch für die Bewohner der Stadt Koblenz, die öffentlichen Plätze, Gebäude, Anstalten, Straßen, Hausnummern, Hausbesitzer so wie Verordnungen der öffentlichen Sicherheit […]. Koblenz 1823, Gedruckt und verlegt bei B. Heriot, Buchdrucker am Paradeplatz Nr. 454.
- Anton Andreas Haas: Abhandlung über das Schuldenwesen der Gemeinden in Rheinpreussen, mit besonderer Rücksicht. Gesetz vom 7. März 1822. Heriot, Coblenz 1823[3]
- Der große Koblenzer Hinkende Bote (1824–1843), Koblenz, Druck und Verlag: Heriot am Paradeplatz, ab 1836 bei R. F. Hergt, Altenhof 23
- Herausgegeben von dem Oberbürgermeister der Stadt [Abundus Mähler]: Die Stadt Koblenz und ihre Verwaltung in den Jahren 1818–1823: seinen Mitbürgern gewidmet und zum Beßten des Armen-Fonds. Koblenz 1825, Gedruckt bei B. Heriot, am Paradeplatz Nr. 454
- [Johann August Klein]: Über die altrömischen Confluentes und ihre nächste Umgebung am Rheine und an der Mosel. Coblenz: Heriot 1825
- Handbuch für die Bewohner der Stadt Koblenz, die öffentlichen Anstalten. Haus=Nummern, Haus=Eigenthümer, vorzüglichsten Einwohner, so wie mehrere städtische und politische Verordnungen und Taxen enthaltend. Gedruckt und verlegt von B. Heriot, Buchdrucker am Paradeplatz Nr. 454. 1825.
- Der kleine Koblenzer Bote – Zum Nutzen und Vergnügen (1826–1841), Koblenz, Druck und Verlag: B. Heriot, von 1836 an bei R. F. Hergt, Alten Hof
- Explorationem publicam progressum .... - Gymnasii regii catholicorum Confluentini - Königliches Gymnasium <Koblenz> [Schulschrift -Serie: Quaestiones atlanticae]. B. Heriot. Confluentibus 1826 – 1828
- Fridolin Leuzinger: Darstellung einiger wichtigen Lehrsätze aus dem Gebiete der gesammten Analysis […] [-Schulschriften]. Coblenz 1827. Gedruckt bei B. Heriot, am Paradeplatz
- Karl Ruckstuhl: Quaestions Atlanticae...[Serie: Explorationem Publicam…] 3 Confluentibus 1826, Excudebat B. Heriot, veneunt in comissis apud Jac. Hoelscher
- B. Heriot: Kurze Anweisung Für Schullehrer Und Cantoren zur Zweckmäßigen Betreibung Des Gesundunterrichtes, Nebst Einem Anhange I. Über Kirchliche Sängerchöre. II. Gesang - Lehrkurse Für Volksschullehrer. III. Das Orgelspiel. Mit Einem Blatte Noten in Steindruck.  Koblenz 1828
- Johann August Klein (Hrsg.): Moselthal zwischen Coblenz und Konz historisch, topographisch, malerisch von Prof. Joh. August Klein. Erste Abtheilung. Coblenz 1831. Auf Kosten des Verfassers geduckt bei Heriot. Lith. v. Gebr. Becker in Coblenz.
- Johann August Klein: Das Moselthal zwischen Koblenz und Zell mit Städten, Ortschaften, Ritterburgen, historisch, topographisch, malerisch. Koblenz: Heriot 1831[2]
- Rhein- und Mosel-Zeitung (1831–1850), Koblenz, Druck und Verlag: B. Heriot und Witwe Heriot (vom 1. Juli 1831 bis Dez 1833). Ab 1834 Friedrich Hergt. Erscheinen eingestellt: Juni 1850